# Jorma Pätiälä
Jorma Sakari Pätiälä, född 17 september 1912 i Luopiois, död 18 juni 1983 i Helsingfors, var en finländsk läkare. 
Pätiälä, som var specialist i lungsjukdomar och inre medicin, blev medicine och kirurgie doktor 1951, var professor i tuberkuloslära och lungsjukdomar vid Helsingfors universitet 1955–1978, överläkare vid Dals sjukhus 1955–1966 och vid kliniken för lungsjukdomar vid Helsingfors universitetscentralsjukhus 1966–1978. Han var chefredaktör för tidskriften Duodecim 1955–1960 och dekanus för medicinska fakulteten vid Helsingfors universitet 1969–1976. Han publicerade vetenskapliga arbeten om tuberkulos och lungsjukdomar.